# Ludovic Ménard
Ludovic Ménard, né le 9 septembre 1855 à Saumur et mort aux Ponts-de-Cé le 30 janvier 1935, est un syndicaliste ardoisier du Maine-et-Loire.
Ouvrier-fendeur aux ardoisières de Trélazé, il crée en 1904 la Fédération nationale des ardoisiers, dont il devient le président. Par son militantisme, il parvient à fédérer les autres syndicats ardoisiers et est acteur de la reconnaissance du statut de mineur aux travailleurs ardoisiers.
En avril 1909, il s'affilie, par idéalisme, à une loge maçonnique angevine de l'obédience "Le Droit Humain". Le docteur Barot, ancien socialiste, écrivain et maire d'Angers, était également membre de cette loge.
Après avoir été déçu de la politique, Ludovic Ménard a milité de nouveau dans les rangs du socialisme et candidate aux élections législatives d'août 1910.

## histoire
Né à Saumur en 1855 dans une famille modeste, il passe ses premières années à l'école publique mais doit la quitter à l'âge de 11 ans pour rentrer à la mine de Trélazé en 1866 comme apprenti fendeur donc pour devenir perreyeux ou ouvrier d'à bas, travaillant donc dans une carrière sous terraine (pas encore qualifiée de mine) pour l'extraction de schiste ardoisier (qui ne donnera les ardoises qu'après l'action des fendeurs, qualifiés d'ouvriers d'à haut, car travaillant à la surface)[réf. nécessaire].
Six ans plus tard, en 1872, il rencontre Vamille Menuau (officier de santé), qui le guide dans ses études[réf. nécessaire]. 
Tenté par les anarchistes, il développe néanmoins un syndicalisme, qui se veut indépendant du politique, centré sur des luttes sociales réfléchies et organisées dans le bassin ardoisier d'Angers[réf. nécessaire].
Il s'imposa en particulier lors de la grève du 19 mars 1891 de toutes les catégories de la carrière de la Commission et qui l'opposa frontalement à Aime Blavier le président de la Commission. Le travail reprend néanmoins le 27 avril 1891 avec peu de concessions de la direction, mais la création d'une Fédération Nationale des ouvriers ardoisiers, adhérente à la CGT (créée en 1895 à Limoges), avec l'objectif de l'assimilation des ouvriers aux mineurs de charbon. Ceci est voté par la chambre en 1912 et mais refusé au Sénat, et accordé par le bénéfice de la Caisse de secours maladie, seulement en 1920, et enfin accordé formellement qu'en 1947, alors que Ludovic Menard est décédé en 1935 .